# Resolució 456 del Consell de Seguretat de les Nacions Unides
La Resolució 456 del Consell de Seguretat de les Nacions Unides, fou aprovada per unanimitat el 30 de novembre de 1979, va considerar un informe del Secretari General de les Nacions Unides sobre la Força de les Nacions Unides d'Observació de la Separació. El Consell va observar els seus esforços per establir una pau duradora i justa a l'Orient Mitjà però també va expressar la seva preocupació per l'estat de tensió vigent a la zona.
La Resolució va decidir demanar a les parts implicades que implementessin de manera immediata la Resolució 338 (1973)], va renovar el mandat de la Força d'Observadors durant altres 6 mesos fins al 31 de maig de 1980 i va demanar al Secretari-General que enviés un informe sobre la situació al final d'aquest període.
La resolució es va aprovar amb 14 vots contra cap; la República Popular de la Xina no va participar en la votació.